# Jones Sound

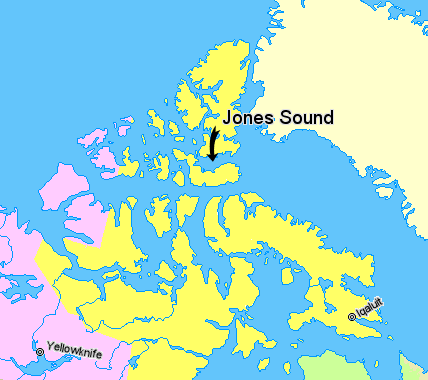
Mapa com a localização do estreito de Jones (Jones Sound) no Canadá
Nunavut
Gronelândia
Territórios do Noroeste

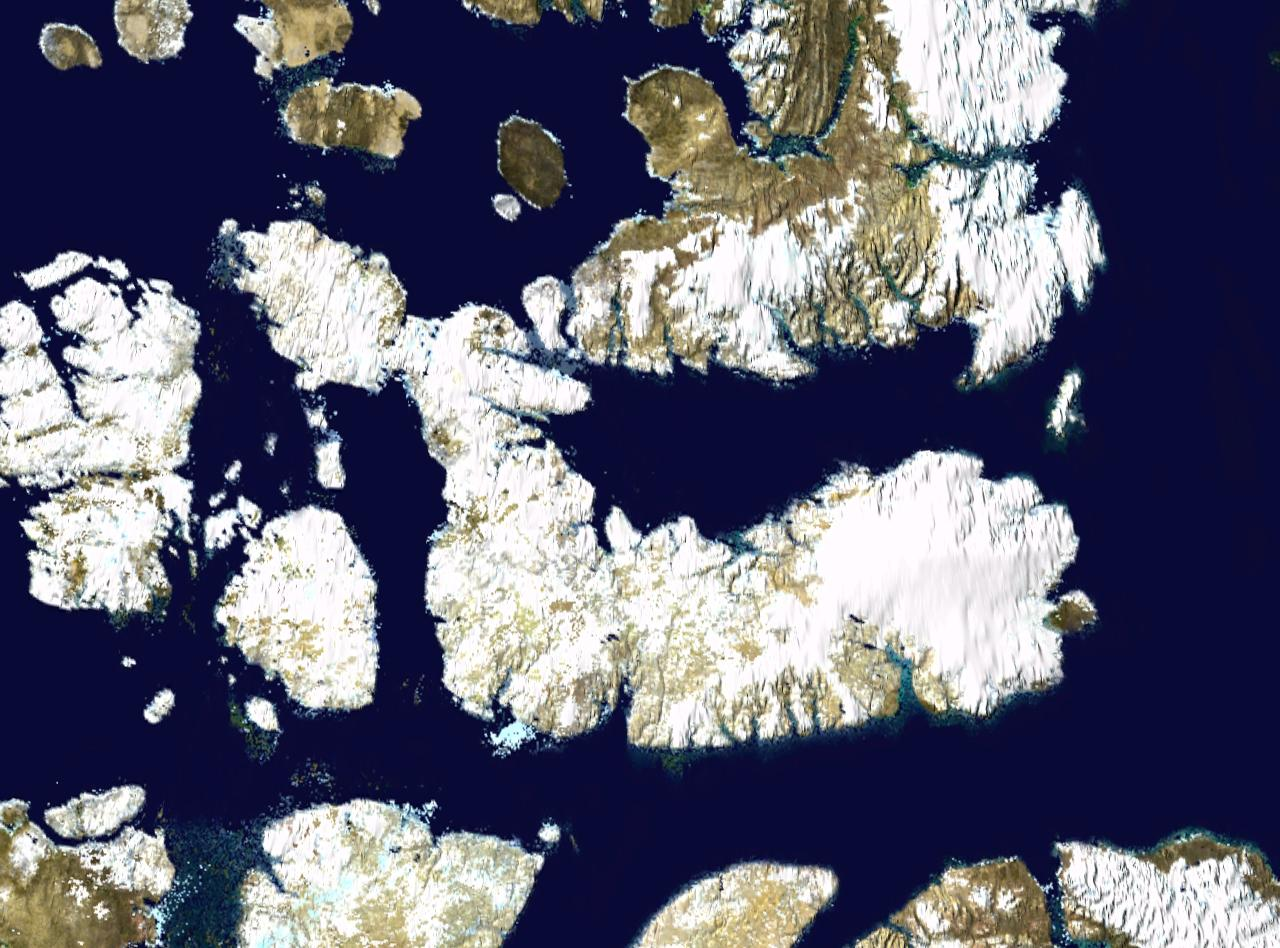
Imagem de satélite da ilha Devon, a norte da qual se situa o Jones Sound

O estreito de Jones ou Jones Sound (em inglês:  Jones Sound) é um estreito ou sound na região de Qikiqtaaluk, Nunavut, Canadá. Separa a ilha de Devon e a parte sul da ilha de Ellesmere. No seu extremo noroeste há numerosos canais que levam à baía Norueguesa, e no seu extremo oriental abre-se ao estreito Glacier e à baía de Baffin. Tem 280 km de comprimento e largura entre 40 km e 110 km. O Jones Sound é um dos três estreitos situados na parte noroeste da baía de Baffin, entre o Lancaster Sound, a sul, e o Smith Sound, a norte, na entrada do estreito de Nares.
Na entrada do Jones Sound a partir da baía de Baffin, pelo lado oriental, fica a ilha Coburg (411 km2) que divide o acesso em dois ramos: o meridional, chamado estreito de Lady Ann, entre as ilhas de Coburg e de Devon, de 28 km de largura; e o setentrional, o estreito Glacier entre a ilha Coburg e as pequenas ilhas Stewart, situadas frente à costa oriental da ilha de Ellesmere, de 20 km de largura.
O primeiro europeu a avistar o estreito foi o explorador inglês William Baffin em 1616, que lhe deu o nome de um dos seus financiadores. Só se conhece como passagem seguinte a exploração de John Ross em 1818.